# 김지영 (2005년)
김지영(金智怜, 2005년 7월 8일 ~ )은 대한민국의 배우, 모델, 유튜버이다.
키는 169cm이며,체중은 51kg이고 혈액형은 A형이다.

## 학력
- 2012년 ~ 2018년 인천송천초등학교
- 2018년 ~ 2020년 간재울중학교 중퇴
- 2020년 중학교 졸업학력 검정고시 합격
- 2020년 ~ 2022년 서울공연예술고등학교 연극영화과 중퇴

## 출연 작품

### 영화
| 연도 | 제목              | 역할              | 비고                                  |
| ---- | ----------------- | ----------------- | ------------------------------------- |
| 2011 | 20년              |                   | 대한민국&일본 합작영화                |
| 2011 | 7광구             | 어린 차해준       |                                       |
| 2011 | 오늘              | 어린 다혜         |                                       |
| 2011 | 도가니            | 강솔              |                                       |
| 2012 | 터치              | 박주미            |                                       |
| 2013 | 미나문방구        | 유치원 여아       |                                       |
| 2013 | 더 웹툰: 예고살인 | 어린 조서현       | 문가영 아역                           |
| 2013 | 미스터 고         | 어린 웨이웨이     | 대한민국&중화인민공화국&일본 합작영화 |
| 2013 | 사랑해! 진영아    | 어린 김자영 (6세) |                                       |
| 2013 | 숨바꼭질          | 김평화            |                                       |

### 텔레비전 드라마
| 연도                              | 제목                                | 역할         | 비고              |
| --------------------------------- | ----------------------------------- | ------------ | ----------------- |
| 2011                              | 나는 살아있다                       | 한선혜       |                   |
| 2011                              | 특수사건 전담반 TEN                 | 민채원       | 6~7화             |
| 2012                              | 특수사건 전담반 TEN                 | 민채원       | 6~7화             |
| 샐러리맨 초한지                   | 한지원                              |              |                   |
| 부탁해요 캡틴                     | 어린 홍미주                         | 클라라 아역  |                   |
| 내 인생의 단비                    | 이하라                              |              |                   |
| 뱀파이어 검사 2                   | 지애                                |              |                   |
| 2013                              | 사건번호 113                        | 어린 홍승주  | 김민서 아역       |
| 2013                              | KBS 드라마 스페셜 - 엄마의 섬       | 이사랑       |                   |
| 2013                              | 세 번 결혼하는 여자                 | 정슬기       |                   |
| 2014                              | 세 번 결혼하는 여자                 | 정슬기       |                   |
| 왔다! 장보리                      | 장비단                              |              |                   |
| 닥터 이방인                       | 정민                                | 2화 특별출연 |                   |
| 너희들은 포위됐다                 | 이현미                              |              |                   |
| 유혹                              | 강윤아                              |              |                   |
| 펀치                              | 박예린                              |              |                   |
| 펀치                              | 박예린                              | 2015         |                   |
| 칠전팔기 구해라                   | 어린 구해라                         | 민효린 아역  |                   |
| 이혼변호사는 연애중               | 김수지                              | 4화 특별출연 |                   |
| KBS 드라마 스페셜 - 라이브 쇼크   | 송은별                              |              |                   |
| 내 딸, 금사월                     | 임미랑                              |              |                   |
| 내 딸, 금사월                     | 임미랑                              | 2016         |                   |
| 악몽선생                          | 어린 강예림                         | 김소현 아역  |                   |
| 구르미 그린 달빛                  | 어린 홍라온                         | 김유정 아역  |                   |
| 헤어진 다음 날                    | 저승사자                            |              |                   |
| KBS 드라마 스페셜 - 피노키오의 코 | 어린 윤다정                         | 이유리 아역  |                   |
| 2017                              | 밥상 차리는 남자                    | 고은별       |                   |
| 2018                              | 복수노트 2                          | 오사나       |                   |
| 2018                              | 마성의 기쁨                         | 주사랑       |                   |
| 2018                              | 손 the guest                        | 어린 강길영  | 정은채 아역       |
| 2018                              | 드라마 스테이지 - 진추하가 돌아왔다 | 헌식 딸      |                   |
| 2019                              | 왜그래 풍상씨                       | 이중이       |                   |
| 2020                              | 이태원 클라쓰                       | 소녀 오수아  | 권나라 아역       |
| 2020                              | 우아한 친구들                       | 천수아       |                   |
| 2020                              | 차타공인                            | 홍차이       | 웹 드라마         |
| 2021                              | 라켓소년단                          | 아영         | 마지막화 특별출연 |
| 2021                              | 멜랑꼴리아                          | 김지나       |                   |
| 2022                              | 구필수는 없다                       | 조안나       |                   |

## 연기 외 활동

### 예능
- 2014년 tvN 《현장토크쇼 택시》 (2014년 10월 21일)
- 2018년 tvN 《둥지탈출 시즌3》 (베트남 편)

### 라디오
- 2014년 SBS 파워FM 《김창렬의 올드스쿨》 (2014년 11월 3일)

### 뮤직 비디오
- 2020년 방예담 왜요(WAYO)[1]

### 진행
- 2015년 SAC CUBE 예술의전당 동요콘서트 - MC
- 2016년 SAC CUBE 예술의전당 동요콘서트 - MC
- 2017년 SAC CUBE 예술의전당 동요콘서트 - MC
- 2018년 SAC CUBE 예술의전당 동요콘서트 - MC

## 홍보대사
- 2015년 제3회 서울구로국제어린이연화제 홍보대사
- 2016년 제4회 서울구로국제어린이영화제 홍보대사
- 2017년 제5회 서울구로국제어린이영화제 홍보대사
- 2018년 제6회 서울구로국제어린이영화제 홍보대사

## 수상
- 2014년 제7회 코리아 드라마 어워즈 아역상
- 2014년 제3회 에이판 스타 어워즈 여자 아역상
- 2014년 MBC 연기대상 아역상